# 林宗義
林宗義（台語白話字：Lîm Chong-gī ，1920年9月19日—2010年7月20日）醫生，醫學博士（MD PhD），台灣腦神經精神醫學的先鋒和奠基人。
台南人。台北高等學校得業士（1939年），東京帝國大學醫學士（1943年）、東京大學醫學博士（1953年）。
父林茂生（Mo-seng Lin）是台灣史上第一位哲學博士和史上第一位留美博士（二二八事件爆發后的1947年3月11日被國民黨特務帶走殺害），母王采蘩（Chai-Hwang Wang）。兄林宗正醫學士，妹林詠梅。
與林李美貞（Mei-chen Lin）女士結婚多年，有5個子女，11個孫，1個曾孫。
全家都是長老會基督徒，他則擔任濟南基督長老教會的長老。

## 年表
1920年9月19日在日治台灣台南州台南市出生。
1932年台南市第一公學校（台南州立台南師範附屬公學校，1是編號，現在國立台南大學附設實驗小學）卒業，考進7年制台北高等学校（尋常科4年・高等科3年）。
1939年完成台北高等学校7年學業，成為得業士，入東京帝國大學醫學部，讀醫科。
1943年日本東京帝國大學醫學部醫科卒業，入東京帝大精神科醫局做醫局員，后留校任助手（無給助教）。
曾任東京都立松澤病院（東京都立松澤醫院）精神科醫師。
1946年回台灣，在台北市錫口行醫，做錫口療養院（台灣日治時代的台灣總督府精神病院養神院）主治醫師。
1947年台大醫院開辦台灣人自行看診的神經精神科（1980年分立），林是第1位神經精神科主任，同時是台大醫學院第1位神經精神科教授兼主任（日治台灣台北帝國大學醫學部精神科教授是中脩三，精神科助教授是黑澤良介，二次大戰終止後的1945年中到1946年底，黑澤助教授被醫學院杜聰明院長留任神經精神相關醫療和教學研究工作）。
1950年得美國援助的獎學金到美國哈佛大學醫學院進修2年，期滿后轉往母校東京大學讀書。
1953年以A Study of the Incidence of Mental Disorders in Chinese and other cultures論文得東京大學醫學博士學位。
1956年到英國倫敦大學毛斯雷精神醫學研究院（Maudsley Institute of Psychiatry） 研究1年，回台后在台大醫院創設兒童心理衛生中心，兼主任，開辦全台灣第1個兒童精神醫學門診。
1961年協助台北市教育局籌備成立台灣第一所特殊教育班級。隔年(1962)三月一日於台北市立中山國小成立，俗稱中山班，為台灣第一所在普通學校成立之特教班，為台灣特殊教育之濫觴。
1965年到日內瓦聯合國世界衛生組織工作，管心理衛生（the director of mental health at the World Health Organization）事務。
1966年辭台大教職留在歐美。
1969年被美国密西根大學聘為精神醫學（心理衛生；mental health）教授。
1972年與黃彰輝牧師、黃武東牧師、宋泉盛牧師共同發起「台灣人民自決運動」。
1973年被加拿大英屬哥倫比亞大學聘為精神醫學教授。
1974年當選一任五年的世界心理衛生聯盟主席（president of the World Federation for Mental Health）。
1979年卸任世界心理衛生聯盟主席，被母校東京大學聘為名譽教授。
1981年當選世界心理衛生聯盟名譽主席（終身榮譽職）。
1983年被香港中文大學聘為名譽教授。
1984年被香港大學聘為名譽教授。
1985年從英屬哥倫比亞大學退休，轉兼任教授。
1987年被台灣行政院衛生署聘為顧問。
1991年8月做台灣行政院二·二八事件調查專案小组受難家屬代表，當選二·二八關懷聯合會首屆理事長。
1992年6月做新台灣重建委員會顧問。
1993年11月做行政院國家科學委員會、行政院衛生署合聘的精神醫學特約講座教授，到高雄醫學院（現在高雄醫學大學）講課。
1997年11月做財團法人二二八事件紀念基金會董事，財團法人國家衛生研究院顧問，財團法人林茂生愛鄉文化基金會董事長。
20世紀末被中國北京醫科大學（現北京大學醫學部）聘為名譽教授。
2000年5月做台灣總統府國策顧問（無給職）。
2001年得台灣總統府第1屆總統文化獎菩提獎。
2010年7月20日在加拿大逝去。

## 貢獻
林教授在台湾建立了现代精神保健体系，坚持精神保健作为公共卫生的核心任务之一。
擔任台大醫學院神經精神科教授兼主任和台大醫院神經精神科主任19年，台大醫院兒童心理衛生中心主任10年，早期台灣自行培養的神經精神科專科醫師都是他帶出來的，更是台灣兒童精神醫學的開拓者，現已退休的兒童精神醫學教授徐澄清和宋維村都是他的學生。
林教授帶學生在台灣北中南的木柵、新埔、安平做精神醫學流行病學調查，建立台灣最早的精神醫學流行病學資料庫，給精神醫學的台灣本土化打下厚實底基。
台灣還是聯合國會員國時，林教授讓台灣成為精神分裂症國際先導研究的其中1個研究中心（當時全世界共有8個精神分裂症國際先導研究的研究中心）。

## 著作
- Mental Health Planning for One Billion People: A Chinese Perspective [1]
- Normal and Abnormal Behavior in Chinese Culture

## 外部連結
- Tsung-yi Lin, 89, Psychiatrist With Global Approach, Dies, The New York Times （页面存档备份，存于）；美國紐約時報林宗義訃聞；2010年9月6日。